# David de Coninck

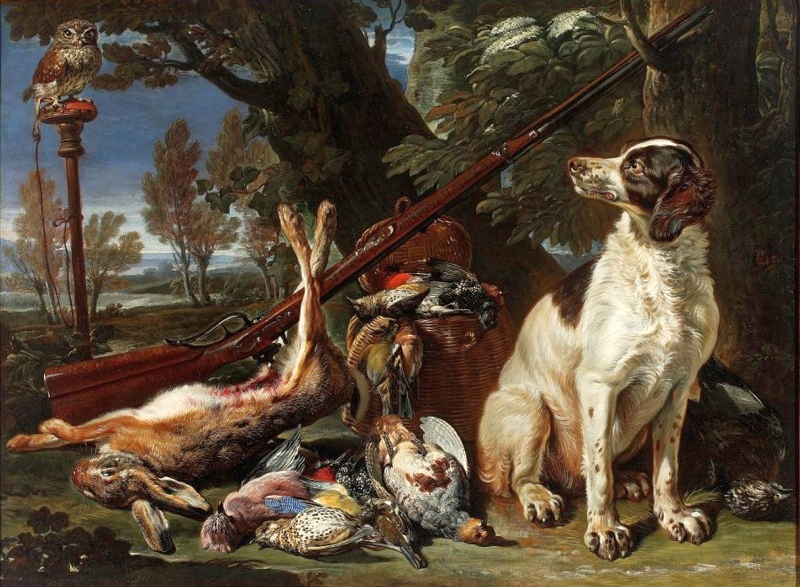
Jachttrofee met hond en uil

David de Coninck of David de Koninck (bijnaam ‘’Rammelaer‘’) (Antwerpen, tussen 1642 en 1646 – vermoedelijk Brussel, na 1701) was een Zuid-Nederlands kunstschilder en tekenaar uit de barokperiode die gespecialiseerd was in stillevens en landschappen met dieren en jachttaferelen.

## Levensloop
Hij was in de leer bij Peeter Boel in 1659  en werd een meester in het Antwerpse Sint-Lucasgilde in 1663.  Hij verbleef  samen met Nicasius Bernaerts enkele jaren in Parijs, waarschijnlijk tot 1669.  Daarna verbleef hij in Rome van 1671 tot 1694.  Hij werd er lid van de Bentvueghels, een vereniging van voornamelijk Nederlandse en Vlaamse kunstenaars werkzaam in Rome, onder de bijnaam (de zogenaamde bentnaam) ‘Rammelaer’.  Op zijn terugreis naar het noorden verbleef hij een tijd in Wenen.  Hij was terug in Antwerpen in 1687.  Hij verhuisde naar Brussel tussen 1699 en 1701.  Hij werd er in 1701 lid van het plaatselijke Sint-Lucasgilde.

## Werk
Hij schilderde stillevens, waaronder vruchtenstilleven en jachtstilleven, landschappen met jachttaferelen en architectuurschilderijen.  Zijn leermeester Peeter Boel was een leerling van Jan Fijt, hetgeen de invloed van Jan Fijts stijl op de Conincks werk verklaart.
Zijn werk had een invloed op het werk van Baldassare de Caro, Giovanni Crivelli, Nicola Malinconico, Franz Werner von Tamm en Jacob Xaver Vermoelen.